# Platypepla deformis
Platypepla deformis là một loài bướm đêm trong họ Geometridae.